# Eleição municipal de São José dos Campos em 2020
A eleição municipal de São José dos Campos em 2020 ocorreu no dia 15 de novembro. Esta cidade paulista possui 729.737 habitantes dentre os quais 540.501 são eleitores que neste dia votaram para definir o seu prefeito e os seus 21 vereadores. O prefeito titular é Felicio Ramuth, do Partido da Social Democracia Brasileira (PSDB), que concorreu à reeleição e foi reeleito no primeiro turno.

## Antecedentes

### Eleição Municipal de 2016
Na eleição de 2016, Felicio Ramuth, ex-secretário de governos do PSDB em São José, estreante em disputas eleitorais, vence em primeiro turno o então prefeito Carlinhos Almeida, do PT, com 62,22% dos votos válidos, o correspondente a 219.511 votos no pleito do dia 2 de outubro de 2016.

### Cláusula de barreira
Nesta eleição entrou em vigor a regra da "cláusula de barreira". Os partidos teriam de obter, nas eleições para a Câmara dos Deputados de 2018, pelo menos 1,5% dos votos válidos, em ao menos um terço das unidades da federação, com ao menos 1% dos votos válidos em cada uma delas; ou ter eleito pelo menos 9 deputados, distribuídos em ao menos, um terço das unidades da federação. Os partidos que não atingiram estes números podem ficar sem receber o financiamento do fundo partidário, além de não terem direito ao tempo de TV. Portanto os seguintes partidos serão afetados: UP, PCO, PCB, PSTU, REDE, PMN, PMB, DC, PTC e PRTB.

## Contexto político e pandemia
As eleições municipais de 2020 estão sendo marcadas, antes mesmo de iniciada a campanha oficial, pela pandemia do coronavírus SARS-CoV-2 (causador da COVID-19), o que fez com que os partidos remodelem suas metodologias de pré-campanha. O Tribunal Superior Eleitoral (TSE) autorizou os partidos a realizarem as convenções para escolha de candidatos aos escrutínios por meio de plataformas digitais de transmissão, para evitar aglomerações que possam proliferar o vírus.
Além disso, a partir deste pleito, foi colocada em prática a Emenda Constitucional 97/2017, que proíbe a celebração de coligações partidárias para as eleições legislativas, o que pode gerar um inchaço de candidatos ao legislativo. Conforme reportagem publicada pelo jornal Brasil de Fato em 11 de fevereiro de 2020, o país ultrapassou a marca de 1 milhão de candidatos a prefeito, vice-prefeito e vereador neste escrutínio, o que não seria necessariamente bom, na opinião do professor Carlos Machado, da UnB (Universidade de Brasília): “Temos o hábito de criticar de forma intensa a coligação partidária, sem parar para refletir sobre os elementos positivos dela. O número de candidatos que um partido pode apresentar numa eleição, varia se ele estiver dentro de uma coligação, porque quando os partidos participam de uma coligação, eles são considerados como um único partido", afirmou Machado na reportagem.

## Candidatos
|  | Nº | Candidato(a) a prefeito | Candidato(a) a prefeito           | Candidato(a) a vice-prefeito | Candidato(a) a vice-prefeito     | Coligação | Duração da propaganda eleitoral |
|  | -- | ----------------------- | --------------------------------- | ---------------------------- | -------------------------------- | --- | ------------------------------- |
|  | 13 |                         | Wagner Balieiro (PT)              |                              | Vanda Siqueira (PT)              | "Mais e Melhor por São José" - Partido dos Trabalhadores (PT) - Partido Democrático Trabalhista (PDT) | 1 minuto e 43 segundos          |
|  | 16 |                         | Raquel de Paula (PSTU)            |                              | Luiz Carlos Mancha (PSTU)        | Sem Coligação - Partido Socialista dos Trabalhadores Unificado (PSTU) | Não possui                      |
|  | 17 |                         | Anderson Senna (PSL)              |                              | Coronel Eduardo Paiva (Patriota) | "São José acima de tudo" - Partido Social Liberal (PSL) - Patriota | 1 minuto e 18 segundos          |
|  | 22 |                         | Coronel Eliane Nikoluk (PL)       |                              | José Coimbra (Avante)            | "São José precisa de voz" - Partido Liberal (PL) - Avante - Partido Republicano da Ordem Social (PROS) - Podemos (PODE) - Rede Sustentabilidade (REDE) | 1 minuto e 23 segundos          |
|  | 30 |                         | Professor Agliberto Chagas (NOVO) |                              | Patrícia Borges (NOVO)           | Sem Coligação - Partido Novo (NOVO) | 16 segundos                     |
|  | 36 |                         | Luiz Carlos Oliveira (PTC)        |                              | Valéria Castilho (PTC)           | Sem Coligação - Partido Trabalhista Cristão (PTC) | Não possui                      |
|  | 40 |                         | Constantino Cury (PSB)            |                              | Marcio Sales (PSB)               | Sem Coligação - Partido Socialista Brasileiro (PSB) | 44 segundos                     |
|  | 45 |                         | Felicio Ramuth (PSDB)             |                              | Anderson Farias (PSDB)           | "São José na direção certa" - Partido da Social Democracia Brasileira (PSDB) - Movimento Democrático Brasileiro (MDB) - Progressistas (PP) - Democratas (DEM) - Partido Trabalhista Brasileiro (PTB) - Cidadania - Solidariedade - Partido Social Cristão (PSC) - Partido Renovador Trabalhista Brasileiro (PRTB) | 3 minutos e 07 segundos         |
|  | 50 |                         | Marina Sassi (PSOL)               |                              | Wellington Cabral (PSOL)         | Sem Coligação - Partido Socialismo e Liberdade (PSOL) | 18 segundos                     |
|  | 55 |                         | Renata Paiva (PSD)                |                              | Mário Moraes (PSD)               | Sem Coligação - Partido Social Democrático (PSD) | 48 segundos                     |
|  | 65 |                         | João Bosco Silva (PCdoB)          |                              | Tonhão Dutra (PCdoB)             | Sem Coligação - Partido Comunista do Brasil (PCdoB) | 18 segundos                     |